# جيمس بي. لوكوود
جيمس بي. لوكوود (بالإنجليزية: James B. Lockwood) هو مستكشف أمريكي، ولد في 9 أكتوبر 1852 في أنابولس في الولايات المتحدة، وتوفي في 9 أبريل 1884 في أرخبيل القطب الشمالي الكندي في كندا.